# Anatolij Timofiejew
Anatolij Konstantinowicz Timofiejew (ros. Анатолий Константинович Тимофеев, ur. 7 listopada 1887 we wsi 1-je Krasnikowo, zm. 17 sierpnia 1985 w Belej Crkvi) – szablista reprezentujący Rosję, uczestnik igrzysk w Sztokholmie w 1912 roku, gdzie wystartował w indywidualnym i drużynowym turnieju szablistów.